# Черемушна
Черемушна́ — село в Україні, у Валківській міській громаді Богодухівського району Харківської області. Населення становить 621 осіб. До 2020 орган місцевого самоврядування— Черемушнянська сільська рада. На 2000 рік у селі було 245 дворів і 628 мешканців.

## Географія
Село Черемушна складається з двох нерівних частин, рознесених на відстань до 2-х км і розділених урочищем Довгий Яр. Мала частина знаходиться на правому березі річки Черемушна, на якій зроблена велика загата, є міст. Велика частина села розташована за 2 км від річки Черемушна і примикає до великого лісового масиву (дуб). За 2 км від села проходить автомобільна дорога М03 (E40.
Село розташоване у межах Середньоруської височини за 39 км на захід від Харкова та за 12 км на схід від Валок.

## Історія
Територія, на якій у 1680-их роках була заснована Чере́мушна була заселена дуже давно. Археологи знайшли тут поховання, які відносяться до скіфських часів.
Село вперше згадується рос. «Смотренной книге Ахтырского полка» 1686 року, де сказано, що в селі було 10 хат, де мешкало 30 осіб. За однією з версій село заснував валківський сотник Г. Рогозенко. За іншою — мешканці сусіднього села Одринки, які після великого набігу татар 1681 року змушені були залишити своє село, і частина з них могла залишитися в Черемушній.
Назва села походить від річки Черемушна, яка згадується у документах з 1572 року. Це були майже суцільні ліси та чагарники. У 1716 році збудована перша дерев'яна церква, яка мала назву Преображенська. За переписом Хрущова у 1732 році в селі налічувалося 70 (в тому числі козацьких — 5) дворів та 379 (32 козака) мешканців. Було три вулиці. З початку XVIII століття село належало до Огульцівської сотні. Черемушнянські козаки охороняли південні кордони від набігів кримських татар. Проте село зазнавало набігів не лише від кримських татар, турків та запорізьких козаків.
Перші поселенці мешкали на Коржівці, а також Заливадах. Через село проходив шлях, який поєднував Огульці та Водолагу. Мешканці села не були однакові за своїм майновим станом. У селі мешкали полкові козаки, підпомічники, підсусідки, духовенство, яке мало своїх робітників. З розвитком феодально-кріпацьких відносин відбулося подальше класове розшарування населення. Козацька старшина захоплює великі земельні ділянки і цілі слободи. На початку XVIII століття навколо Черемушної з'являється кілька особистих хуторів старшин.
Заснована у 1724 році Паньківка стає власністю огульцівського сотника Нестерова, а у 1732 переходить у власність підпрапорщика Левандовського. Того ж року сотник Нестеров захопив хутір Гринівка. З'являються нові хутори Бабина Гора, Вольвачів, Явдошенків, Гончаров.
У 1765 році слобідські полки були ліквідовані. Черемушнянські козаки, потрапляють до рангу державних селян. Вони мали наділи землі, але були змушені платити подушне та інші податки. Шириться невдоволення селян, яке призводить до протестів. 9 січня 1766 році у Черемушній, Огульцях, Одринці виникло повстання проти подушного. Для його придушення були викликані війська з Харкова.
З 1765 року село належало до Валківського комісарства, яке входило до Харківської провінції Слібідсько-Української губернії, а з 1797 року — до Огульцівської волості Валківського повіту.
У 1773 році в селі мешкало 828 особи (з них близько 400 військових). У 1786 році мешкало 483 військовиків, які мали близько 12,3 тис. десятин землі. Але починаючи з 1783 року російський уряд закріпачує селян, направляючи сюди поміщика. В той час в селі з'являється російський поміщик Дмитро Королевцев, який володів землями між Черемушною та Одринкою. Але на ці землі почали зазіхати й інші поміщики. Зокрема у 1774 році водолазький поміщик Дунін захопив значну частину земель у Черемушній. Ця справа набула чималого розголосу і розглядалася у Харківському суді. Черемушнянські селяни займалися землеробством, скотарством, промислами, різноманітними ремеслами (бондарство, стельмахування, ковальство, шаповальство, чинбарство, гончарство тощо), садівництвом, рибальством (рибу ловили у повноводній на той час р. Черемушна).
На початку XVIII століття у селі виникає винокурний промисел (перша винокурня згадується у 1781 році). А в середині XIX століття з'являється Гринівський винокурний завод, який належав Д. Королевцеву. У 1768 році в Черемушній було три вулиці, дерев'яна церква. У 1764 році мешкало 896 осіб, які мешкали у 79 хатах.
У 1822 та 1832 роках у Черемушній були великі неврожаї, які спричинила сарана та посуха. У 1848 році в селі була велика епідемія холери, а у 1849 році — цинга. Була велика смертність, померло близько 700 осіб. Медичної допомоги на той час у селі не було, хворих везли до Валок. Лише згодом у селі працював роз'їзний земський лікар, який надавав платні медичні послуги.
У середині XIX століття у Черемушній з'явилися крамниці, торгові ряди щонедільні торги та ярмарки. У 1850-ті роки відбувався щорічний (24 вересня) Івано-Богословський ярмарок, на якому торгували хлібом, сільськогосподарською продукцією, взуттям, тканиною, одягом, металевими, дерев'яними та лимарськими виробами.
Відміна кріпацтва у 1861 році призвела лише до ще більшого розшарування селян. Розшарування сприяло будівництво залізниці Харків-Полтава. Спочатку планувалося, що шляхи прокладуть через Огульці та Черемушну, але вже під час будівництва напрям був дещо змінений. Це призвело до того, що селяни почали залишати село і переїжджати на працю на залізницю.

### Радянські часи
У 1918 році у селі діяв антирадянський загін Івана Зінченка.
У 1920-ті в селі почав діяти комітет незаможних селян, головою якого був Ф. Майба, який активно пропагував радянську владу. У цьому ж році на базі земської школи було створено початкову школу.
У 1923 році у зв'язку з адміністративною реформою Черемушна стала центром однойменної сільської ради спочатку у складі Люботинського, а потім Валківського району. У цьому ж році в селі сталася велика пожежа, внаслідок якої вигоріла значна частина села.
На початок 1929 року населення Черемушної досягло 3 тисяч мешканців. Але з початком колективізації значна частина селян почала виїжджати на постійне проживання до міста. Протидія значної частини селян припинилася лише тоді, коли більшість з них було вислано до Сибіру та Уралу. Землі селян були націоналізовані. У 1931 році на націоналізованих землях було створено 4 колгоспи: «Червона Нива», ім. Петровського, ім. Шевченка, ім. Блюхера, які вже у 1933 році було реорганізовано шляхом укрупнення.
Під час голодомору 1932—1933 років радянська влада відібрала у селян майже весь хліб. Від масового вимирання селян врятувало те, що поряд знаходилася Огульцівська макаронна фабрика. Також значна кількість селян тікала на підприємства Харкова та Люботина.
З 1934 року у селі працювала вже 7-ми річна школа, було відкрито клуб.

### Друга світова війна
Вермахт увійшов до села 20 жовтня 1941 року. До лав Червоної армії було мобілізовано 380 селян. Більшість з них загинули. Значна частина селян була евакуйована. Під час нацистської окупації у селі керував комендант, якому допомагали «поліцаї». Замість колгоспу було створено колективний двір, більшість врожаю з якого забирали нацисти. У Черемушнянській школі було утворено табір військовополонених. Сільська рада була перетворена на ратушу, якою керував місцевий староста. Близько 65 осіб молоді було відправлено на каторгу до Німеччини. Червона армія вперше увійшла до села 24 лютого 1943 року, але остаточно влада перейшла до комуністів 11 вересня 1943 року. Під час остаточних битв село кілька разів переходило «з рук в руки». В результаті боїв за цю територію зі сторони Червоної армії загинуло 236 осіб. В результаті Німецько-радянської війни майже все село було зруйноване.

### Повоєнні часи
Кілька років велася відбудова села. У 1946 році було збудоване зерносховище на 60 тон хлібу, свинарник, корівник, склад для пального. На 1949 рік село було майже відбудоване. У 1951 році було об'єднано колгоспи «Червона нива» та ім. Чкалова. У цьому ж році у селі почалася електрифікація, яка була завершена за кілька років. У 1953 році було збудовано приміщення клубу, а у 1957 — сільмагу. Населення села активно зменшувалося переважно за рахунок виїзду селян до міст. У 1962 році у селі було 550 дворів і 1450 мешканців. До села було переселено галичан та вірмен та мешканців інших територій СРСР.
У 1980-ті роки почалося активне будівництво цегляних будинків. У 1968 році було збудовано приміщення бібліотеки та медпункту.
На 1978 рік у селі було 55 власних автомобілів та мотоциклів.

### Часи Незалежності України
У 1993 році в селі збудовано будинок ветеранів.
У 1994 році село було газифіковане. У 2000 році було створено ПСП «Черемушнянське» та «Олійники».
12 червня 2020 року, розпорядженням Кабінету Міністрів України № 725-р «Про визначення адміністративних центрів та затвердження територій територіальних громад Харківської області», увійшло до складу Валківської міської громади.
19 липня 2020 року, в результаті адміністративно-територіальної реформи та ліквідації Валківського району, село увійшло до складу Богодухівського району.

## Історія
Дата першої згадки - 1716 рік
За даними на 1864 рік у казеному селі Огульчанської волості Валківського повіту мешкала 915 осіб (465 чоловічої статі та 450 — жіночої), налічувалось 148 дворових господарств, існувала православна церква, відбувався щорічний ярмарок.

## Населення

### Мова
Розподіл населення за рідною мовою за даними перепису 2001 року:
| Мова       | Кількість | Відсоток |
| ---------- | --------- | -------- |
| українська | 581       | 93.56%   |
| російська  | 27        | 4.35%    |
| вірменська | 13        | 2.09%    |
| Усього     | 621       | 100%     |

## Пам'ятки
На краю лівого берега річки Черемушна і за 1,5 км на схід від села Черемушна розташований курганний могильник скіфського періоду.

## Освіта і наука
Перша церковно-парафіяльна школа з'явилася у селі лише у 1880 році. У ній навчалися лише поодинокі діти. Друга земська школа була збудована у 1904 році за фінансової підтримки сусіднього поміщика П. Гаврилова. В обох школах навчалося близько 100 дітей.

### Школа

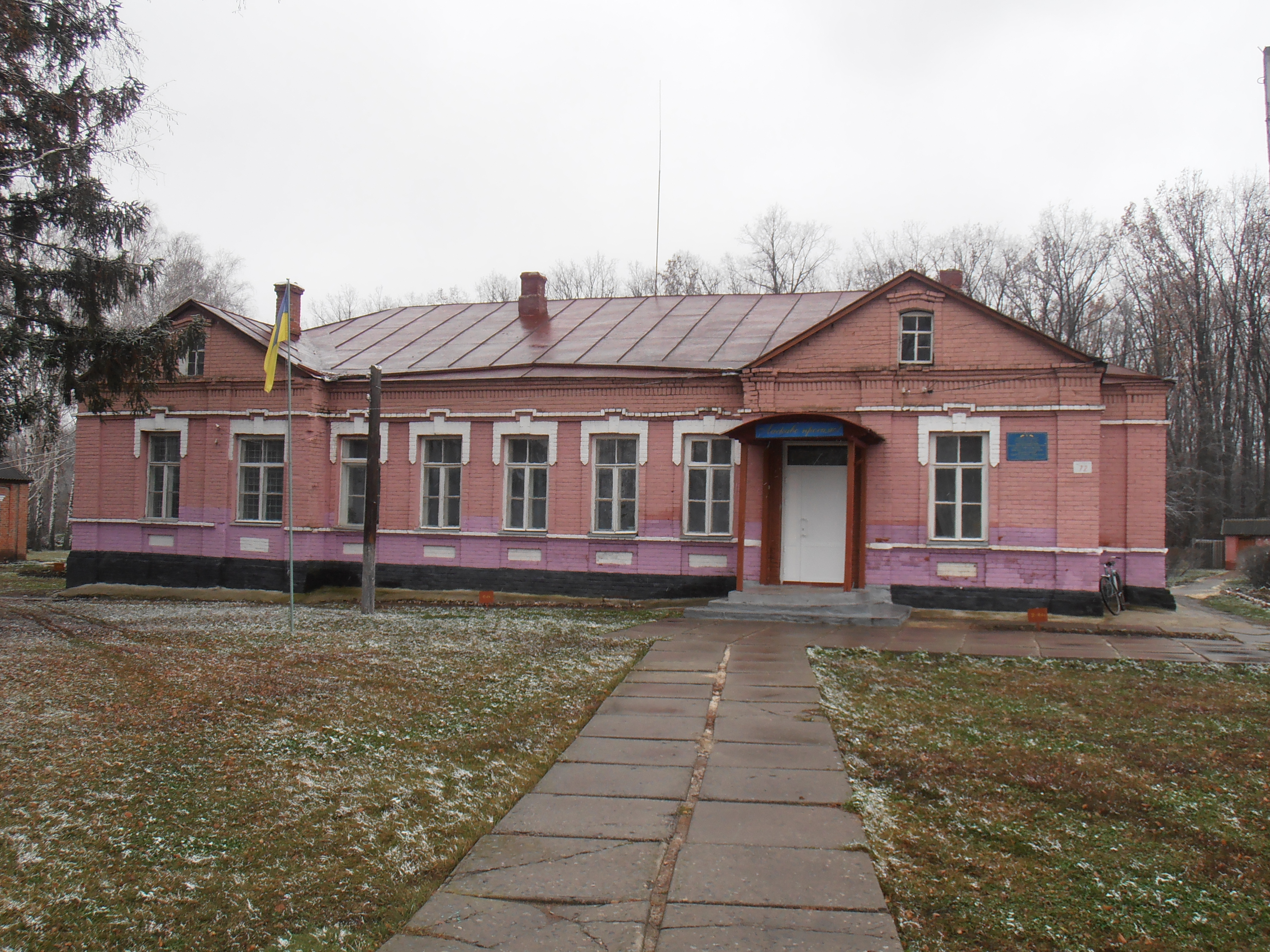
Черемушнянська сільська школа

У селі є навчально-виховний комплекс (загальноосвітня школа І-ІІ ступенів — дошкільний навчальний заклад).
У 1904 році в Черемушній у одноповерховій цегляній споруді, збудованій на кошти Валківського земства та при підтримці поміщика П. Гаврилова була відкрита школа. Це була трикласна початкова школа. З 1920 школа перетворена на 4-річну, з 1933 — семирічна, з 1960 — восьмирічна. У 1995 році школа стала називатися Черемушнянською загальноосвітньою школою І-ІІ ступенів. 14 квітня 2011 року школу було реорганізовано у навчально-виховний комплекс.
Школу очолювали: В. В. Монке (1926—1933), І. М. Одаренко (1933—1939, репресований), В. П. Пединич (1939—1941), В. М. Гончаренко (1943—1945), В. І. Синиця (1945—1946), С. С. Наземець (1946—1952), В. Г. Коваленко (1952—1957, 1967—1972), П. Стеценко (1957—1967), В. Д. Омельяченко (1972—1980), О. І. Власенко (з 1981).
Під-час Другої Світової війни у стінах школи розташовувався німецький штаб, поблизу школи був табір військовополонених. Восени 1943 року при бойових діях, тильний бік школи був повністю зруйнований. До 1945 року школа була відновлена, але первісний вигляд вона втратила.

## Культура

### Клуб

Черемушнянський сільський клуб

Клуб був заснований у 1933 році у приміщенні місцевої церкви. У клубі демонструвалися фільми та ставилися п'єси. У 1937 році приміщення колишньої церкви та тодішнього клубу було розібрано. Тоді клуб було переведено до контори колгоспу «Червона нива» (містилася у хаті Конона Кравченка), а перед самою війною і до 1948 року займав будинок розкуркуленого селянина Єгора Лисенка. Потім клуб перебував у колгоспному амбарі та сільській раді.
У 1953 році з матеріалу розібраних хат розкуркулених селян було збудоване нове приміщення для клубу. Якщо до війни у клубі виступали лише окремі виконавці на музичних інструментах, то у 1945 році, коли клуб очолила В. С. Коваленко, були створені драматичні та співочі гуртки. За її режисури було поставлено «Наталку Полтавку» (за п'єсою Івана Котляревського), «По ревізії» (Марко Кропивницький), «Сватання на Гончарівці» (Григорій Квітка-Основ'яненко), «Пошились у дурні» (Марко Кропивницький), «Безталанна» (Іван Карпенко-Карий) та інші.
У 1950-ті роки у хорі клубу налічувалося близька 40 чоловік. З 1953 року працював танцювальний гурток, жіночий хоровий ансамбль. Клуб часто гастролював по інших населених пунктах району. У 1956 році у клубі гастролювала трупа Харківської філармонії. Але з 1958 року діяльність клубу занепала. Проводилися колегіальні збори, демонструвалися фільми та поодинокі вечори.
Клубом керували у різні роки В. С. Коваленко (1945—1958), О. І. Бабенко (1958—1967), Р. О. Задорожна (1970—1976). З 1976 клуб фактично бездіяльний.

### Черемушнянський таємний гурток
У 1897—1902 роках у селі діяла підпільна організація сільської інтелігенції та селян. Гурток очолювала українська письменниця, уродженка Черемушної Марія Вольвачівна, яка приїздила до села з Харкова. Гурток діяв на конспіративній хаті селянина Якова Гончарова (знаходилася у центрі села поблизу сучасного клубу). Крім мешканців Черемушної до гуртка долучалися мешканці Огульців та Одринки. Гурток мав антидержавний характер, сповідував українську національну ідею. Діяльність гуртка мала стихійний характер: підкидалися листівки, проти поміщиків та заможного селянства підбурювалися селяни та інтелігенція. Крім того провадилася антирелігійна пропаганда. Кілька пожеж у Черемушній та сусідніх селах приписувалася діяльності гуртка. Після селянських заворушень 1902 року на Валківщині діяльність гуртка мала пасивний характер, а після смерті Марії Вольвачівни він перестав існувати.

## Відомі особи
Уродженцями села є:
- Вольвач Іван Мойсейович (1901—1945) — підполковник РСЧА, підполковник ВС КОНР.
- Вольвач Марія Степанівна (1841—1910) — українська письменниця.
- Лаврик Іван Іванович (1922—1993) — Герой Радянського Союзу.
- Лисенко Іван Максимович (нар. 1938) — український письменник, музикознавець, джерелознавець, літературознавець, публіцист, журналіст.

## Галерея

Центральна вулиця села — Радянська
Сільський цвинтар
Крамниця
Черемушнянська сільська рада
Відділення Укрпошти та Ощадбанку
Черемушнянський військовий меморіал